# Микседематозная кома
Микседемато́зная (гипотирео́идная) ко́ма (лат. coma hypothyreoideum, лат. coma myxoedematosum) — последняя стадия нелеченого или неверно леченого гипотиреоза. Летальность при отсутствии адекватного лечения достигает 80 %. Провоцируют развитие комы переохлаждение, барбитураты, нейролептики, интеркуррентные заболевания. Выделяют две основные стадии — прекому и кому.

## Патогенез
Происходит угнетение тканевого дыхания и функций коры надпочечников вследствие длительного гипотиреоза, гипоперфузии почек и неадекватной продукции вазопрессина (вазопрессин и тиреоидные гормоны — антагонисты, поэтому при дефиците тиреоидных гормонов образуется избыток вазопрессина).

## Клиническая картина
Может наблюдаться прогрессирующее угнетение ЦНС (спутанность сознания, заторможенность, ступор или кома), гипотермия (ниже 30°C), гиповентиляция лёгких в сочетании с гиперкапнией, скопление жидкости в плевральной, перикардиальной и брюшной полостях, гиперволемия, брадикардия, артериальная гипотония, гипонатриемия, гипогликемия, снижение диуреза, динамическая непроходимость кишечника, слизистые отёки лица и конечностей — микседема.